# Permutation
Permutation was het derde album uit 1998 van Amon Tobin en het tweede album onder zijn eigen naam.

## Tracklist
Alle nummers zijn door Amon Tobin geschreven.
1. "Like Regular Chickens" – 5:16
2. "Bridge" – 5:56
3. "Reanimator" – 6:34
4. "Sordid" – 7:11
5. "Nightlife" – 6:29
6. "Escape" – 5:54
7. "Switch" – 3:49
8. "People Like Frank" – 6:04
9. "Sultan Drops" – 5:12
10. "Fast Eddie" – 7:38
11. "Toys" – 5:16
12. "Nova" – 4:42